# Dům č. 55 u zvonice
Dům č. 55 u zvonice je roubený dům v Opočně stojící na místě, kde se dle nálezů keramiky žilo už ve 13. století. Jedná se o jednu z nejstarších budov ve městě. V Opočně je tato stavba významná tím, že je nejstarším tamním dochovaným měšťanským domem.
Dnešní podobu získal tento dům v 18. století. V roce 2008 byl objekt ve velmi špatném stavu zakoupen Pavlem Střihavkou, který jej poté ve spolupráci s muzeem v Rychnově nad Kněžnou zrekonstruoval.
V červenci roku 2018 zde byla u příležitosti 950 let od první písemné zmínky o městě otevřena stálá muzejní expozice s názvem Opočno v zrcadle času, jejíž součástí je i časová schránka. V ní zanechalo město Opočno a jeho obyvatelé vzkazy době za padesát let, kdy si město bude připomínat tisícileté výročí od první zmínky. Expozice je přístupná od června do září. V letních prázdninových měsících je otevřená každý den s výjimkou pondělí, v červnu a září pouze o víkendech.